# Le Repas de bébé
Pour plus de détails, voir Fiche technique et Distribution.
Le Repas de bébé est un film français réalisé par Louis Lumière, sorti en 1895.
Cette « vue photographique animée », ainsi que les frères Lumière nommaient leurs bobineaux impressionnés, fait partie des 10 films montrés au Salon indien du Grand Café de Paris à partir du 28 décembre 1895.

## Argument
Assis autour d'une table, deux parents nourrissent leur enfant à la cuillère.

## Contexte
Il s'agit en fait d'Auguste Lumière et de son épouse Marguerite Winkler, avec leur propre fille Andrée. La caméra, comme pour tous les premiers films des frères Lumière, est tenue par Louis Lumière. C'est un film de famille, qui correspond au marché que briguent les deux frères : celui des amateurs aisés auxquels ils veulent vendre un exemplaire de leur Cinématographe, et c'est une des possibilités de leur appareil qu'ils démontrent par ce film et par un autre sujet : La Pêche aux poissons rouges, typiques d'un cinéma domestique qui a longtemps eu cours exclusivement dans les milieux nantis.

## Fiche technique
- Titre : Le Repas de bébé
- Réalisation : Louis Lumière
- Production : Société Lumière
- Photographie : Louis Lumière
- Format : 35 mm à 2 perforations rondes Lumière par photogramme, noir et blanc, muet
- Durée : 41 s
- Pays :  France